# Lucia Perotti
Lucia Perotti (Cremona, 18 de noviembre de 1568 - 1641) fue una maestra católica italiana, esposa, madre de familia, mística y, más tarde, religiosa y fundadora de la Congregación de la Beata Virgen.

## Biografía
Lucia Perotti nació en Cremona (Italia) el 18 de noviembre de 1568, en el seno de una familia de la nobleza. Sus padres fueron Giuliano Perotti y Angela Tinti. Sus primeros estudios los recibió de las angélicas. En su juventud, luego de la muerte de su madre, se casa con un joven de Cremona, con quien tiene una hija de nombre Isabel. Su esposo y su hija aún pequeña mueren y ella se ve obligada a regresar a la casa paterna. A pesar de tantas pérdidas, Lucía nunca se quejó de su suerte y siempre vio en ello un designio de la voluntad de Dios.
Luego de haber escuchado un sermón sobre las verdades fundamentales de la fe cristiana de boca del fraile franciscano Bartolomeo Cambi, decidió abandonar las vanidades de su vida de nobleza y entregarse completamente a Dios, a través de las obras de caridad. Su vocación, según ella, fue confirmada por una experiencia mística con la Virgen María. Con otras tres mujeres decide llevar vida en común en la iglesia de San Omóbono de Cremona, el 6 de mayo de 1610. El 2 de febrero de 1612, Giovanni Battista Brivio, obispo de Cremona, aprobó la pía asociación como congregación religiosa de derecho diocesano, dando inicio con ello a la Congregación de la Beata Virgen, cuyo fin era la educación e instrucción cristiana de las niñas pobres. Murió en 1641, desgastando la vida por sus educandas.